# I Wanna Be a Sailor
I Wanna Be a Sailor är en tecknad kortfilm från 1937 i serien Merrie Melodies regisserad av Tex Avery.

## Handling
En papegojmamma försöker lära sina barn att säga "Polly vill ha ett kex". De första barnen, Patrick och Patricia, säger det på rätt sätt, men det tredje barnet Peter vill inte säga det alls, han vill vara en sjöman, precis som sin pappa. Mamman vill inte alls att sonen ska bli sjöman, och försöker avskräcka honom från detta genom att berätta hurdan hans pappa egentligen var; en slashas som drack rom och som inte kunde stanna i en hamn i en fem minuter. Han lämnade sina barn kort efter att de föddes och han kom aldrig tillbaka. Mamman frågar Peter om han verkligen vill vara en sjöman och han svarar gråtande att han vill det, och modern svimmar. Peter flyger bort och lämnar hemmet. På vägen bort hittar han en tunna som han tar med till en sjö och bygger om tunnan till en båt. En pratsam ankunge kommer och vill vara med på båten, Peter låter honom följa med. Besättningen sätter sedan segel på sjön, medan Peter sjunger och ankungen svabbar däcket. Men efter ett tag blir de fast i ett åskväder och båten går snart sönder. Peter ropar efter hjälp och mamman kommer men ankungen räddar honom innan hon kommer fram. Mamman frågar Peter om han verkligen vill vara en sjöman och han svarar gråtande att han vill det, och modern svimmar. Men kort därefter vaknar hon och frågar de som tittar vad de skulle göra med ett sådant barn.